# لوكاس كارليسلي
لوكاس كارليسلي (1 يونيو 1988 في المملكة المتحدة - ) (بالإنجليزية: Lucas Carlisle)‏ هو لاعب كريكت بريطاني. لعب مع Durham University Centre of Cricketing Excellence ‏.

## وصلات خارجية
- لوكاس كارليسلي على موقع إي آس بي آن كريك إنفو (الإنجليزية)